# آپوپلاست

آپوپلاست در دیواره سلول گیاهی با رنگ نارنجی و پخش راه پلاسمودسمی با رنگ آبی در پلاسمودسم سلول گیاهی نشان داده شده‌اند.

آپوپلاست (به انگلیسی: Apoplast) راهی ویژه برای بازپخش مواد در بیرون از پوسته سلولٔ ریشهٔ گیاهان است که توسط نوار مومی، فضاهای خالی و کوتیکول (لایه محافظ برگ) منقطع می‌شود. آپوپلاست در اصل مسیری متوالی از دیوارها ی سلول‌ای سلول‌های مجاور در ریشهٔ گیاهان است. آپوپلاست یکی از مسیرهایی است که مواد مورد نیاز گیاه به وسیلهٔ سلول‌های ریشه وارد گیاه می‌شوند. یکی از کارکردهای مهم این پخش راه این است که کربن دای اکسید مورد نیاز گیاه ابتدا در این پخش راه به شکل محلول در می‌آیند و سپس از راه پوستهٔ سلول به سبزدیسه (کلروپلاست)ها می‌رود تا در واکنش نورخاست (فتوسنتز) استفاده شود. همچنین هنگام شرایط ویژه همچون وجود فشار اکسیداتیو موادی همچون آب اکسیژنه یا آنیون اکسیژن توانایی عبور از پخش راه دیوارهٔ سلول را دارند. در گذشته تعریفی که از پخش را دیواره سلول داده می‌شد به معنای هر پخش راهی به غیر از پخش راه سیتوپلاسمی بود، اما این تعریف دگرگون شده و به شکل امروزی خویش درآمد. در نتیجه آپوپلاست هر پخش راهی بیرون از پوسته سلول گیاهان و در دیوارهٔ سلول است.